# Yuzhna Lomuvatka
Yuzhna Lomuvatka (en ucraniano: Южна Ломуватка; en ruso: Южная Ломоватка, romanizado: Yuzhnaya Lomobatka) es un asentamiento urbano ucraniano perteneciente al óblast de Lugansk. Situado en el este del país, hasta 2020 era parte del área municipal del Brianka, pero hoy es parte del raión de Alchevsk y del municipio (hromada) de Kadíevka. Sin embargo, según el sistema administrativo ruso que ocupa y controla la región, Yuzhna Lomuvatka sigue perteneciendo al área municipal del Brianka.
El asentamiento se encuentra ocupado por Rusia desde la guerra del Dombás, siendo administrado como parte de la de facto República Popular de Lugansk y luego ilegalmente integrada en Rusia como parte de la República Popular de Lugansk rusa.

## Geografía
Yuzhna Lomuvatka está 12 km al suroeste de Brianka y 58 km al oeste de Lugansk.

## Historia
Yuzhna Lomuvatka se fundó en 1953 como un asentamiento de trabajadores de la mina de carbón Lomuvatske y se elevó a un asentamiento de tipo urbano en 1959. En 1978, la base de la economía era la minería del carbón.
En abril de 2014, durante la guerra del Dombás, los separatistas prorrusos tomaron el control de Yuzhna Lomuvatka y desde entonces está controlado por la autoproclamada República Popular de Lugansk.

## Demografía
La evolución de la población entre 1989 y 2022 fue la siguiente:
| 3951                                                          | 3497 | 3408 | 3395 | 3342 | 3310 |
| (Fuente: Cities & Towns of Ukraine y UKRAINE: Größere Städte) |      |      |      |      |      |

Según el censo de 2001, la lengua materna de la mayoría de los habitantes, el 90,73%, es el ruso; del 9,15% es el ucraniano.

## Infraestructura

### Transporte
Yuzhna Lomuvatka se encuentra a 2 km de la estación de tren de Lomovatka, en la línea Debaltseve-Popasna.